# 约西普·拉多塞维奇
约西普·拉多塞维奇（Josip Radošević，1994年4月3日—）是一名克罗地亚足球运动员，司职防守中场，效力于意大利足球甲级联赛那不勒斯足球俱乐部。

## 俱乐部生涯
拉多塞维奇出自家乡球队哈伊杜克青训体系，自幼就被认为是极具潜力的球员。2011年11月，他被提升进入哈伊杜克一线队。 11月23日，他在哈伊杜克1比0击败NK萨格勒布的克罗地亚杯比赛上演职业生涯首秀。 2011/12赛季，拉多塞维奇逐渐成长为球队的主力球员，并在12/13赛季奠定在球队后腰位置的核心地位，该赛季上半赛季得到17次联赛出场机会。
2013年1月29日，拉多塞维奇以200万欧元的身价租借到意大利足球甲级联赛球队那不勒斯。 那不勒斯在2013年夏季追加100万欧元完成拉多塞维奇的正式转会，由于克罗地亚在7月1日加入欧盟，拉多塞维奇不再占据非欧盟球员的名额。2013年8月25日，他在2013/14赛季意甲联赛第一轮那不勒斯和博洛尼亚的比赛第84分钟替补出场，首次在意甲联赛亮相。

## 国家队生涯
拉多塞维奇曾入选克罗地亚各年龄段的国家青年队，现在他是克罗地亚21岁以下国家足球队的成员。
2012年8月，拉多塞维奇首次入选克罗地亚国家足球队，被召入备战2014年世界盃外圍賽和马其顿以及比利时的比赛。 2012年9月11日，拉多塞维奇在克罗地亚1比1战平比利时的比赛首发出场，上演成年国家队的首秀，他也以18岁161天的年龄成为克罗地亚国家队史上最年轻的上场球员。